# Zygmunt Sarnecki
Zygmunt Sarnecki (ur. 20 listopada 1837 w Hołodkach, zm. 10 stycznia 1922 w Krakowie) – dyrektor teatrów, literat, redaktor.

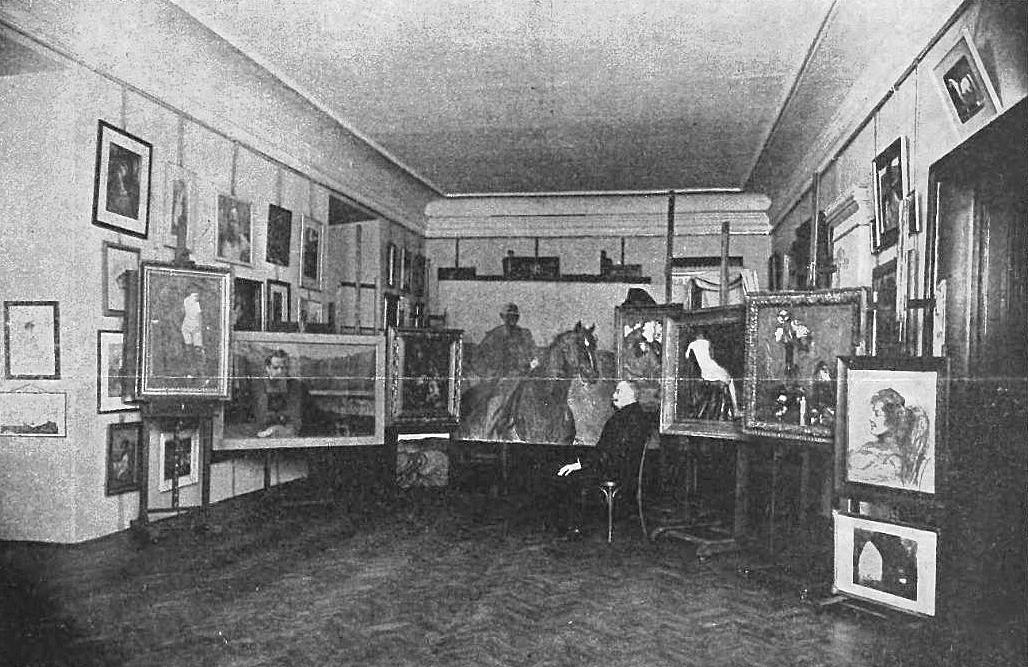
Zygmunt Sarnecki w swoim salonie sztuki „Ars” w Krakowie

## Życiorys
Był synem kapitana gwardii napoleońskiej Wincentego herbu Ślepowron i Melanii Scipio del Campo h. własnego. Miał brata Napoleona i dwie siostry Marię zamężną z Józefem Strumiłło i Rozalię zamężną z Jerzym Bienkiewiczem.
Od dziesiątego roku życia uczęszczał do prywatnej szkoły dla dzieci arystokracji w Odessie. Następnie uczył się w gimnazjum realnym w Warszawie (1852–1858). W wieku 19 lat nawiązał współpracę z „Gazetą Codzienną”. Jako jej korespondent wyjechał w 1859 do Francji i Włoch. W Paryżu poznał m.in. Karola Libelta i Cypriana Kamila Norwida, uczęszczał także na wykłady z literatury i historii na Sorbonie. Po powrocie do kraju w 1862 ożenił się z Wandą Dolińską, która wniosła mu w posagu Bychawę, gdzie osiadł. Po utraceniu Bychawy z powodu długów w 1869 Sarnecki założył wraz z Józefem Tekslem w Lublinie teatr, którego był dyrektorem od 2 maja do 22 lipca 1872. Potem wydzierżawił Teatr Polski w Poznaniu (1872–1873), gdzie wystawił ok. 70 premier, m.in. „Halkę” Stanisława Moniuszki. W 1873 przeniósł się z zespołem do Kalisza. W tym samym roku osiadł w Warszawie i był wydawcą i redaktorem dziennika „Echo” do 1881. W okresie 1884–1885 mieszkał w Paryżu. W latach 1885–1886 był kierownikiem artystycznym teatru w Krakowie. Po 1886 zajmował się działalnością literacką. W 1888 został wydawcą dwutygodnika „Świat”. W latach 1901–1903 we Lwowie wydawał dziennik "Przedświt".
W 1904 założył salon sztuki „Ars” w Krakowie, początkowo umiejscowiony przy ulicy Brackiej, później przeniesiony do lokalu u zbiegu linii A-B i św. Jana.
Zmarł w schronisku dla starców 9 stycznia 1922 w Krakowie. Został pochowany na tamtejszym cmentarzu Rakowickim.

## Twórczość
Publikował szkice literackie, recenzje teatralne, i artykuły o malarstwie w wielu polskich pismach m.in. „Biesiada Literacka”, „Czas”, „Kłosy”, „Kurier Warszawski”, „Tygodnik Ilustrowany”, „Wędrowiec”.
Ogłosił lub wystawił na scenie sztuki m. in:
- „Zemsta pani hrabiny” (1867),
- „Febris aurea” (1869),
- „Urocze oczy” (1893),
- „Harde dusze” (1897),
- „Evviva Tarte” (1899),

powieści i nowele:
- „Różni ludzie” (1883),
- „Owale i profile” (1884),
- „Złote serce”.